# Stockholm Stad 12"
Stockholm Stad 12" är en vinylsingel som kom ut 1999, av rapartisten Ken Ring.

## Spår
1. "Stockholm Stad"
2. "Stockholm Stad (Kulturremix)"
3. "Stockholm Stad (Kulturremix Instrumental)"
4. "Domedagen"
5. "Stockholms Blodbad"
6. "Domedagen (Instrumental)"